# Popielów (gmina)
Popielów (niem. Gemeinde Poppelau) – gmina wiejska w województwie opolskim, w powiecie opolskim. W latach 1975–1998 gmina położona była w województwie opolskim.
Siedziba gminy to Popielów.

## Liczba mieszkańców
| Rok                | 2004 | 2019 | 2022 | 2023 |
| Liczba mieszkańców | 8576 | 8029 | 7692 | 7563 |

## Struktura powierzchni
Według danych z roku 2002 gmina Popielów ma obszar 175,57 km², w tym:
- użytki rolne: 45%
- użytki leśne: 47%

Gmina stanowi 11,06% powierzchni powiatu.

## Demografia
Dane z 30 czerwca 2004:
| Opis                              | Ogółem | Ogółem | Kobiety | Kobiety | Mężczyźni | Mężczyźni |
| --------------------------------- | ------ | ------ | ------- | ------- | --------- | --------- |
| jednostka                         | osób   | %      | osób    | %       | osób      | %         |
| populacja                         | 8576   | 100    | 4393    | 51,2    | 4183      | 48,8      |
| gęstość zaludnienia (mieszk./km²) | 48,8   | 48,8   | 25      | 25      | 23,8      | 23,8      |

Podczas spisu powszechnego z 2021 r. wśród deklarowanych w gminie narodowości jako Ślązacy wpisało się 15,35%, jako Niemcy 13,51%, jako Ukraińcy 0,23%, natomiast 0,12% mieszkańców pozostaje z nieustaloną narodowością.

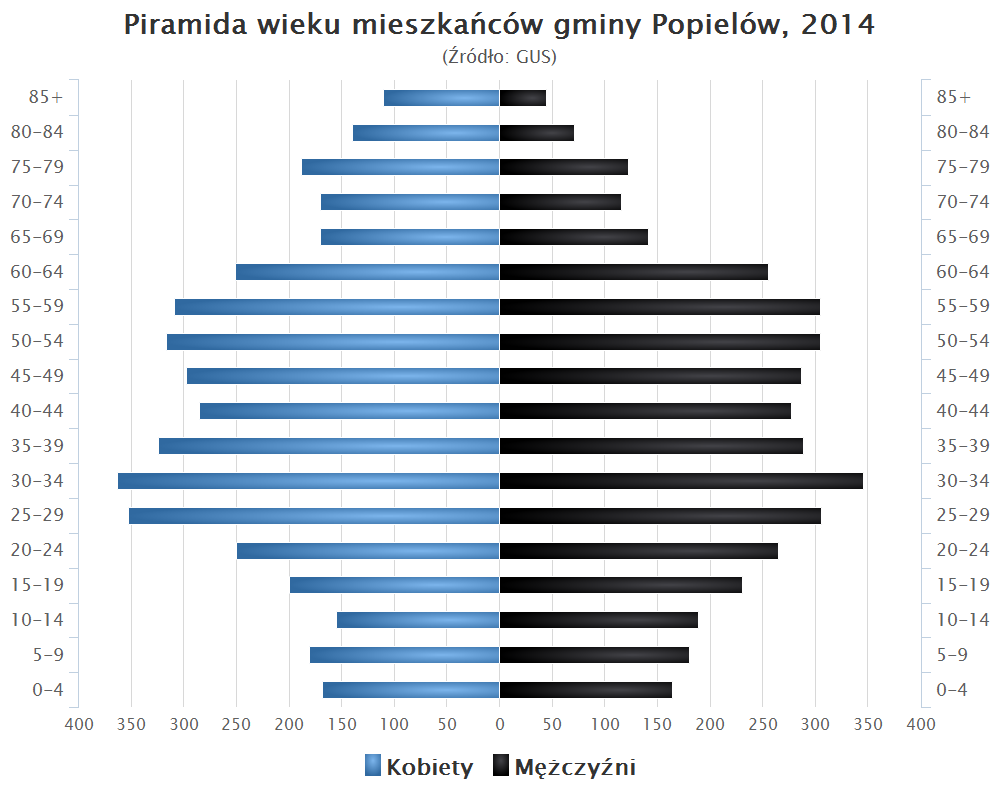
Piramida wieku mieszkańców gminy Popielów w 2014 roku

## Sołectwa
Kaniów, Karłowice, Kurznie, Kuźnica Katowska, Lubienia, Nowe Siołkowice, Popielowska Kolonia, Popielów, Rybna, Stare Kolnie, Stare Siołkowice, Stobrawa.

## Sąsiednie gminy
Dąbrowa, Dobrzeń Wielki, Lewin Brzeski, Lubsza, Pokój, Skarbimierz, Świerczów

## Miasta partnerskie
- Bad-Wurzach  Niemcy